# Luca Antonio Colomba

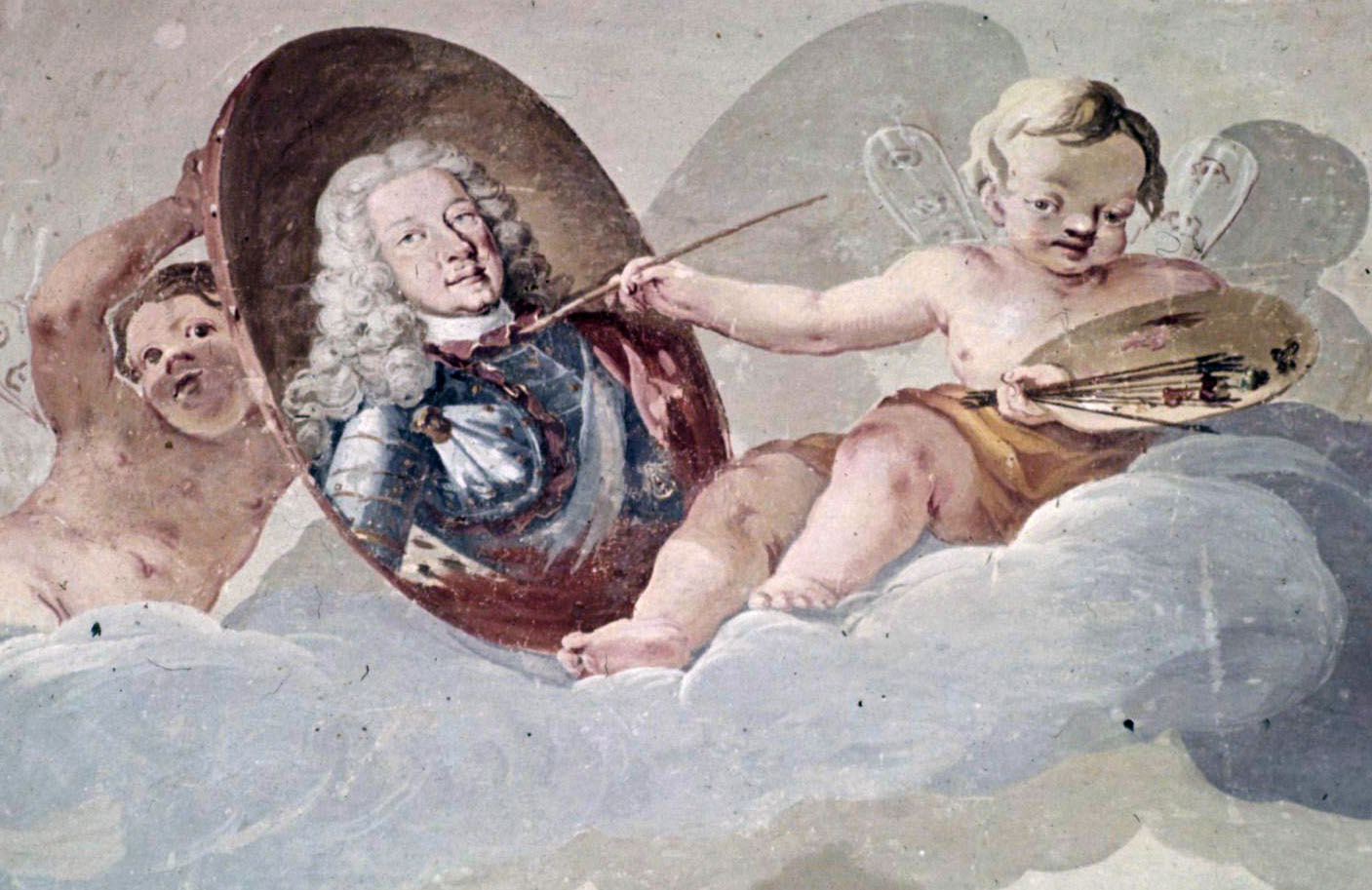
Un Putto ritrae Eberhard Ludwig - Dipinto di Luca Antonio Colomba nel castello di Ludwigsburg, 1711

Luca Antonio Colomba (Arogno, 1674 – Arogno, 1737) fu un pittore svizzero attivo in Germania.

## Opere
- Bülk, Castello di Istvan Felsöbücki Nagy, affreschi
- Eisenstadt, Castello del duca Paul Esterhazy, affreschi
- Frauenkirchen, Chiesa francescana, dipinti
- Pest, Castello di Ráckeve, decorazioni (perdute)
- Skalica, Chiesa delle Carmelitane, ciclo di affreschi
- Krems an der Donau, Chiesa parrocchiale di San Vito, affreschi
- Ludwigsburg, Castello di Eberhard Ludwig, affreschi e due tele ad olio
- Fulda, Duomo, affreschi
- Biebrich, Castello del principe Giorgio Augusto di Nassau-Idstein, affresco e decorazioni
- Idstein, nuova residenza del principe Giorgio Augusto, affreschi e decorazioni
- Magonza, Lustschloss Favorite del principe elettore Franz Lothar von Schönborn, affreschi
- Heilbronn, Chiesa dell'Ordine teutonico dei Santi Pietro e Paolo, affreschi
- Lanzo d'Intelvi, Oratorio della Madonna di Loreto, affresco
- Schöntal, Chiesa dei Cistercensi, affreschi
- Arogno, Chiesa parrocchiale di Santo Stefano, affreschi e decorazioni
- Frauenalb, Chiesa delle Benedettine, decorazioni
- Ettlingen, Castello della Margravia di Baden-Baden, ciclo di affreschi
- Liebereich, Lustschloss, affreschi
- Francoforte sul Meno, Palazzo Thurn und Taxis, dipinto
- Lugano, Chiesa della Santissima Trinità del convento dei Cappuccini, olio su tela